# Ion Neculce (gmina)
Ion Neculce – gmina w Rumunii, w okręgu Jassy. Obejmuje miejscowości Buznea, Dădești, Gănești, Ion Neculce, Prigoreni i Războieni. W 2011 roku liczyła 5445 mieszkańców.